# Сан-Жуан-душ-Калдейрейруш
Сан-Жуан-душ-Калдейрейруш (порт.  São João dos Caldeireiros) - фрегезия (район) в муниципалитете Мертола округа Бежа в Португалии. Территория – 103,44 км². Население – 728 жителей. Плотность населения – 7 чел/км².